# Team World Cup 2019 (Tischtennis)
| 2018 ← World Cup → 2021 | 2018 ← World Cup → 2021                              | 2018 ← World Cup → 2021                              |
| ----------------------- | ---------------------------------------------------- | ---------------------------------------------------- |
|                         | Männer                                               | Frauen                                               |
| Datum                   | 06.11.–10.11.                                        | 06.11.–10.11.                                        |
| Ort                     | Tokio, Tōkyō Taiikukan                               | Tokio, Tōkyō Taiikukan                               |
| Auflage                 | 12                                                   | 12                                                   |
| Sieger                  | Volksrepublik China Südkorea Chinesisch Taipeh Japan | Volksrepublik China Japan Chinesisch Taipeh Südkorea |

Der Team World Cup 2019 fand in seiner 12. Austragung vom 6. bis 10. November im japanischen Tokio statt. Veranstaltungsort war das Tōkyō Taiikukan im Stadtteil Sendagaya (Stadtbezirk Shibuya).

## Qualifikation
Insgesamt nahmen jeweils zwölf Teams teil: Die fünf Gewinner der letzten Kontinentalmeisterschaften, der Zweitplatzierte der letzten Panamerikameisterschaft, Gastgeber Japan sowie die fünf Teams mit den besten Platzierungen bei der letzten Team-Weltmeisterschaft, wobei im Fall einer gleichen Platzierung die Weltrangliste vom September 2019 ausschlaggebend war.
| Qualifikation durch                  | Männer                | WRL | Frauen                               | WRL |
| ------------------------------------ | --------------------- | --- | ------------------------------------ | --- |
| Afrikameisterschaft 2018             | Nigeria               | 23  | Ägypten                              | 24  |
| Asienmeisterschaft 2019              | Volksrepublik China   | 1   | Volksrepublik China                  | 1   |
| Europameisterschaft 2019             | Deutschland           | 3   | Rumänien                             | 8   |
| Ozeanienmeisterschaft 2018           | Australien            | 32  | Australien (Absage) Vanuatu (Ersatz) | 52  |
| Panamerikameisterschaft 2018 Platz 1 | Brasilien             | 6   | Brasilien                            | 23  |
| Panamerikameisterschaft 2018 Platz 2 | Vereinigte Staaten    | 31  | Vereinigte Staaten                   | 16  |
| Gastgeber                            | Japan                 | 2   | Japan                                | 2   |
| Weltmeisterschaft 2018 (Platz)       | Südkorea (3)          | 4   | Hongkong (3)                         | 4   |
| Weltmeisterschaft 2018 (Platz)       | Schweden (3)          | 5   | Südkorea (5)                         | 6   |
| Weltmeisterschaft 2018 (Platz)       | England (5)           | 9   | Österreich (5)                       | 7   |
| Weltmeisterschaft 2018 (Platz)       | Österreich (5)        | 9   | Ukraine (5)                          | 11  |
| Weltmeisterschaft 2018 (Platz)       | Chinesisch Taipeh (9) | 7   | Chinesisch Taipeh (9)                | 3   |

## Modus
Die zwölf Teams wurden auf vier Gruppen mit je drei Mannschaften aufgeteilt und spielten dort im Modus jeder gegen jeden. Die Gruppenersten und -zweiten rückten ins Viertelfinale vor, wo es im K.-o.-System weiterging. Alle Spiele wurden im Best-of-5-Modus ausgetragen und bestanden somit aus einem Doppel und zwei bis vier Einzeln, die, wiederum im Best-of-5-Modus ausgetragen, jeweils aus drei bis fünf Sätzen bestanden.

## Männer

### Teilnehmer
| Platz                                | Mannschaft                           | WRL                                  | Spieler (Weltranglistenposition) | Spieler (Weltranglistenposition) | Spieler (Weltranglistenposition) | Spieler (Weltranglistenposition) | Spieler (Weltranglistenposition) |
| ------------------------------------ | ------------------------------------ | ------------------------------------ | -------------------------------- | -------------------------------- | -------------------------------- | -------------------------------- | -------------------------------- |
|                                      | Volksrepublik China (1)              | 1                                    | Fan Zhendong (1)                 | Xu Xin (2)                       | Lin Gaoyuan (3)                  | Ma Long (4)                      | Liang Jingkun (7)                |
|                                      | Südkorea (3)                         | 4                                    | Jang Woojin (14)                 | Lee Sang-su (18)                 | Jung Young-sik (21)              | Lim Jonghoon (29)                | Cho Daeseong (138)               |
|                                      | Chinesisch Taipeh (–)                | 7                                    | Lin Yun-Ju (10)                  | Chen Chien-An (47)               | Liao Cheng-Ting (116)            | Peng Wang-Wei (145)              | Wang Tai-Wei (191)               |
| Japan (2)                            | 2                                    | Tomokazu Harimoto (5)                | Koki Niwa (11)                   | Maharu Yoshimura (48)            | Jun Mizutani (13)                | Takuya Jin (52)                  |                                  |
| 5                                    | Brasilien (5)                        | 6                                    | Gustavo Tsuboi (28)              | Vitor Ishiy (77)                 | Eric Jouti (85)                  |                                  |                                  |
| 5                                    | Deutschland (5)                      | 3                                    | Timo Boll (8)                    | Dimitrij Ovtcharov (12)          | Patrick Franziska (16)           |                                  |                                  |
| 5                                    | England (3)                          | 11                                   | Liam Pitchford (19)              | Paul Drinkhall (79)              | Tom Jarvis (169)                 | Samuel Walker (90)               |                                  |
| 5                                    | Vereinigte Staaten (9)               | 31                                   | Kanak Jha (26)                   | Kai Zhang (213)                  | Feng Yijun (746)                 |                                  |                                  |
| 9                                    | Australien (9)                       | 34                                   | Kane Townsend (225)              | Dillon Chambers (767)            | Xavier Dixon (769)               |                                  |                                  |
| 9                                    | Nigeria (–)                          | 16                                   | Quadri Aruna (20)                | Olajide Omotayo (88)             | Bode Abiodun (158)               | Azeez Solanke (768)              |                                  |
| 9                                    | Österreich (–)                       | 10                                   | Robert Gardos (33)               | Daniel Habesohn (43)             | Stefan Fegerl (81)               | Andreas Levenko (159)            |                                  |
| 9                                    | Schweden (9)                         | 5                                    | Kristian Karlsson (25)           | Jon Persson (53)                 | Anton Källberg (70)              | Elias Ranefur (163)              |                                  |
| in Klammern die Platzierung von 2018 | in Klammern die Platzierung von 2018 | in Klammern die Platzierung von 2018 | mit Einsatz / ohne Einsatz       | mit Einsatz / ohne Einsatz       | mit Einsatz / ohne Einsatz       | mit Einsatz / ohne Einsatz       | mit Einsatz / ohne Einsatz       |

### Gruppenphase

#### Gruppe A
|                     | Ergebnis |                   |
| ------------------- | -------- | ----------------- |
| Volksrepublik China | 3:0      | Nigeria           |
| Volksrepublik China | 3:0      | Chinesisch Taipeh |
| Chinesisch Taipeh   | 3:1      | Nigeria           |

| Rang | Land                | Spiele | Sätze | Punkte |
| ---- | ------------------- | ------ | ----- | ------ |
| 1    | Volksrepublik China | 6:0    | 18:2  | 4      |
| 2    | Chinesisch Taipeh   | 3:4    | 12:14 | 3      |
| 3    | Nigeria             | 1:6    | 6:20  | 2      |

|  | Viertelfinale |

#### Gruppe B
|            | Ergebnis |            |
| ---------- | -------- | ---------- |
| Japan      | 1:3      | England    |
| Japan      | 3:1      | Österreich |
| Österreich | 0:3      | England    |

| Rang | Land       | Spiele | Sätze | Punkte |
| ---- | ---------- | ------ | ----- | ------ |
| 1    | England    | 6:1    | 18:11 | 4      |
| 2    | Japan      | 4:4    | 18:14 | 3      |
| 3    | Österreich | 1:6    | 9:20  | 2      |

|  | Viertelfinale |

#### Gruppe C
|             | Ergebnis |            |
| ----------- | -------- | ---------- |
| Deutschland | 3:0      | Australien |
| Deutschland | 3:0      | Brasilien  |
| Brasilien   | 3:0      | Australien |

| Rang | Land        | Spiele | Sätze | Punkte |
| ---- | ----------- | ------ | ----- | ------ |
| 1    | Deutschland | 6:0    | 18:5  | 4      |
| 2    | Brasilien   | 3:3    | 14:9  | 3      |
| 3    | Australien  | 0:6    | 0:18  | 2      |

|  | Viertelfinale |

#### Gruppe D
|          | Ergebnis |                    |
| -------- | -------- | ------------------ |
| Südkorea | 3:0      | Vereinigte Staaten |
| Südkorea | 3:1      | Schweden           |
| Schweden | 2:3      | Vereinigte Staaten |

| Rang | Land               | Spiele | Sätze | Punkte |
| ---- | ------------------ | ------ | ----- | ------ |
| 1    | Südkorea           | 6:1    | 20:9  | 4      |
| 2    | Vereinigte Staaten | 3:5    | 11:19 | 3      |
| 3    | Schweden           | 3:6    | 17:20 | 2      |

|  | Viertelfinale |

### Hauptrunde
|  | Viertelfinale (7./8.10.) | Viertelfinale (7./8.10.) | Viertelfinale (7./8.10.) | Viertelfinale (7./8.10.) | Viertelfinale (7./8.10.) | Viertelfinale (7./8.10.) | Viertelfinale (7./8.10.) |          |                     | Halbfinale (9.10.) | Halbfinale (9.10.) | Halbfinale (9.10.) | Halbfinale (9.10.) | Halbfinale (9.10.) | Halbfinale (9.10.) | Halbfinale (9.10.) |  |  | Finale (10.10.) | Finale (10.10.) | Finale (10.10.) | Finale (10.10.) | Finale (10.10.) | Finale (10.10.) | Finale (10.10.) |
|  |                          |                          |                          |                          |                          |                          |                          |          |                     |                    |                    |                    |                    |                    |                    |                    |  |  |                 |                 |                 |                 |                 |                 |                 |
|  | 1                        | Volksrepublik China      | 3                        | 3                        | 3                        |                          |                          |          |                     |                    |                    |                    |                    |                    |                    |                    |  |  |                 |                 |                 |                 |                 |                 |                 |
|  | 11                       | Vereinigte Staaten       | 0                        | 0                        | 0                        |                          |                          |          |                     |                    |                    |                    |                    |                    |                    |                    |  |  |                 |                 |                 |                 |                 |                 |                 |
|  | 11                       | Vereinigte Staaten       | 0                        | 0                        | 0                        | 1                        | Volksrepublik China      | 3        | 3                   | 3                  |                    |                    |                    |                    |                    |                    |  |  |                 |                 |                 |                 |                 |                 |                 |
|  |                          |                          |                          |                          |                          |                          |                          | 3        | 3                   | 3                  |                    |                    |                    |                    |                    |                    |  |  |                 |                 |                 |                 |                 |                 |                 |
|  |                          | 2                        | Japan                    | 0                        | 0                        | 1                        |                          |          |                     |                    |                    |                    |                    |                    |                    |                    |  |  |                 |                 |                 |                 |                 |                 |                 |
|  | 2                        | 2                        | Japan                    | 0                        | 0                        | 1                        | Japan                    | 1        | 3                   | 3                  | 3                  |                    |                    |                    |                    |                    |  |  |                 |                 |                 |                 |                 |                 |                 |
|  | 2                        |                          |                          |                          |                          |                          |                          |          | 3                   | 3                  | 3                  |                    |                    |                    |                    |                    |  |  |                 |                 |                 |                 |                 |                 |                 |
|  | 3                        | Deutschland              | 3                        | 1                        | 0                        | 1                        |                          |          |                     |                    |                    |                    |                    |                    |                    |                    |  |  |                 |                 |                 |                 |                 |                 |                 |
|  |                          |                          |                          |                          |                          |                          |                          | 1        | Volksrepublik China | 2                  | 3                  | 3                  | 3                  |                    |                    |                    |  |  |                 |                 |                 |                 |                 |                 |                 |
|  |                          | 4                        | Südkorea                 | 3                        | 0                        | 2                        | 0                        |          |                     |                    |                    |                    |                    |                    |                    |                    |  |  |                 |                 |                 |                 |                 |                 |                 |
|  | 4                        | Südkorea                 | 3                        | 3                        | 1                        | 3                        |                          |          |                     |                    |                    |                    |                    |                    |                    |                    |  |  |                 |                 |                 |                 |                 |                 |                 |
|  | 6                        | Brasilien                | 1                        | 0                        | 3                        | 0                        |                          |          |                     |                    |                    |                    |                    |                    |                    |                    |  |  |                 |                 |                 |                 |                 |                 |                 |
|  | 6                        | Brasilien                | 1                        | 0                        | 3                        | 0                        | 4                        | Südkorea | 3                   | 3                  | 3                  |                    |                    |                    |                    |                    |  |  |                 |                 |                 |                 |                 |                 |                 |
|  |                          |                          |                          |                          |                          |                          |                          | Südkorea | 3                   | 3                  | 3                  |                    |                    |                    |                    |                    |  |  |                 |                 |                 |                 |                 |                 |                 |
|  |                          | 7                        | Chinesisch Taipeh        | 2                        | 1                        | 0                        |                          |          |                     |                    |                    |                    |                    |                    |                    |                    |  |  |                 |                 |                 |                 |                 |                 |                 |
|  | 7                        | 7                        | Chinesisch Taipeh        | 2                        | 1                        | 0                        | Chinesisch Taipeh        | 3        | 3                   | 3                  |                    |                    |                    |                    |                    |                    |  |  |                 |                 |                 |                 |                 |                 |                 |
|  | 7                        |                          |                          |                          |                          |                          |                          |          | 3                   | 3                  |                    |                    |                    |                    |                    |                    |  |  |                 |                 |                 |                 |                 |                 |                 |
|  | 9                        | England                  | 0                        | 0                        | 0                        |                          |                          |          |                     |                    |                    |                    |                    |                    |                    |                    |  |  |                 |                 |                 |                 |                 |                 |                 |

## Frauen

### Teilnehmerinnen
| Platz                                | Mannschaft                           | WRL                                  | Spielerinnen (Weltranglistenposition) | Spielerinnen (Weltranglistenposition) | Spielerinnen (Weltranglistenposition) | Spielerinnen (Weltranglistenposition) | Spielerinnen (Weltranglistenposition) |
| ------------------------------------ | ------------------------------------ | ------------------------------------ | ------------------------------------- | ------------------------------------- | ------------------------------------- | ------------------------------------- | ------------------------------------- |
|                                      | Volksrepublik China (1)              | 1                                    | Chen Meng (1)                         | Liu Shiwen (2)                        | Sun Yingsha (3)                       | Wang Manyu (5)                        | Ding Ning (6)                         |
|                                      | Japan (2)                            | 2                                    | Mima Itō (7)                          | Kasumi Ishikawa (8)                   | Miu Hirano (10)                       | Hitomi Satō (19)                      |                                       |
|                                      | Chinesisch Taipeh (5)                | 3                                    | Cheng I-Ching (11)                    | Chen Szu-yu (27)                      | Cheng Hsien-Tzu (56)                  | Liu Hsing-Yin (81)                    | Su Pei-Ling (143)                     |
| Südkorea (–)                         | 7                                    | Suh Hyo-won (16)                     | Jeon Ji-hee (20)                      | Choi Hyo-joo (68)                     | Yang Ha-eun (76)                      | Shin Yubin (96)                       |                                       |
| 5                                    | Hongkong (3)                         | 4                                    | Doo Hoi Kem (14)                      | Minnie Soo Wai Yam (29)               | Lee Ho Ching (38)                     | Ng Wing Nam (78)                      | Zhu Chengzhu (92)                     |
| 5                                    | Rumänien (5)                         | 8                                    | Bernadette Szőcs (18)                 | Elizabeta Samara (28)                 | Daniela Dodean (136)                  | Adina Diaconu (130)                   |                                       |
| 5                                    | Ukraine (–)                          | 11                                   | Marharyta Pessozka (35)               | Hanna Haponowa (63)                   | Tetjana Bilenko (82)                  | Solomija Bratejko (194)               |                                       |
| 5                                    | Vereinigte Staaten (5)               | 10                                   | Lily Zhang (33)                       | Wu Yue (37)                           | Amy Wang (171)                        |                                       |                                       |
| 9                                    | Ägypten (9)                          | 17                                   | Dina Meshref (36)                     | Yousra Helmy (99)                     | Reem El-Eraky (119)                   | Farah Abdel-Aziz (138)                | Marwa Alhodaby (465)                  |
| 9                                    | Brasilien (9)                        | 27                                   | Bruna Takahashi (51)                  | Jessica Yamada (148)                  | Caroline Kumahara (152)               |                                       |                                       |
| 9                                    | Österreich (–)                       | 15                                   | Amelie Solja (74)                     | Karoline Mischek (145)                | Liu Jia (147)                         |                                       |                                       |
| 9                                    | Vanuatu (–)                          | 59                                   | Priscila Tommy (296)                  | Stephanie Qwea (296)                  | Anolyn Lulu (508)                     |                                       |                                       |
| in Klammern die Platzierung von 2018 | in Klammern die Platzierung von 2018 | in Klammern die Platzierung von 2018 | mit Einsatz / ohne Einsatz            | mit Einsatz / ohne Einsatz            | mit Einsatz / ohne Einsatz            | mit Einsatz / ohne Einsatz            | mit Einsatz / ohne Einsatz            |

### Gruppenphase

#### Gruppe A
|                     | Ergebnis |         |
| ------------------- | -------- | ------- |
| Volksrepublik China | 3:0      | Ägypten |
| Volksrepublik China | 3:0      | Ukraine |
| Ukraine             | 3:1      | Ägypten |

| Rang | Land                | Spiele | Sätze | Punkte |
| ---- | ------------------- | ------ | ----- | ------ |
| 1    | Volksrepublik China | 6:0    | 18:1  | 4      |
| 2    | Ukraine             | 3:4    | 12:12 | 3      |
| 3    | Ägypten             | 1:6    | 3:20  | 2      |

|  | Viertelfinale |

#### Gruppe B
|                    | Ergebnis |                    |
| ------------------ | -------- | ------------------ |
| Japan              | 3:0      | Österreich         |
| Japan              | 3:0      | Vereinigte Staaten |
| Vereinigte Staaten | 3:1      | Österreich         |

| Rang | Land               | Spiele | Sätze | Punkte |
| ---- | ------------------ | ------ | ----- | ------ |
| 1    | Japan              | 6:0    | 18:1  | 4      |
| 2    | Vereinigte Staaten | 3:4    | 12:13 | 3      |
| 3    | Österreich         | 1:6    | 4:20  | 2      |

|  | Viertelfinale |

#### Gruppe C
|                   | Ergebnis |          |
| ----------------- | -------- | -------- |
| Chinesisch Taipeh | 3:0      | Vanuatu  |
| Chinesisch Taipeh | 3:1      | Rumänien |
| Rumänien          | 3:0      | Vanuatu  |

| Rang | Land              | Spiele | Sätze | Punkte |
| ---- | ----------------- | ------ | ----- | ------ |
| 1    | Chinesisch Taipeh | 6:1    | 18:6  | 4      |
| 2    | Rumänien          | 4:3    | 15:9  | 3      |
| 3    | Vanuatu           | 0:6    | 0:18  | 2      |

|  | Viertelfinale |

#### Gruppe D
|          | Ergebnis |           |
| -------- | -------- | --------- |
| Hongkong | 3:0      | Brasilien |
| Hongkong | 0:3      | Südkorea  |
| Südkorea | 3:0      | Brasilien |

| Rang | Land      | Spiele | Sätze | Punkte |
| ---- | --------- | ------ | ----- | ------ |
| 1    | Südkorea  | 6:0    | 18:6  | 4      |
| 2    | Hongkong  | 3:3    | 13:11 | 3      |
| 3    | Brasilien | 0:3    | 4:18  | 2      |

|  | Viertelfinale |

### Hauptrunde
|  | Viertelfinale (8.10.) | Viertelfinale (8.10.) | Viertelfinale (8.10.) | Viertelfinale (8.10.) | Viertelfinale (8.10.) | Viertelfinale (8.10.) | Viertelfinale (8.10.) |          |                     | Halbfinale (9.10.) | Halbfinale (9.10.) | Halbfinale (9.10.) | Halbfinale (9.10.) | Halbfinale (9.10.) | Halbfinale (9.10.) | Halbfinale (9.10.) |  |  | Finale (10.10.) | Finale (10.10.) | Finale (10.10.) | Finale (10.10.) | Finale (10.10.) | Finale (10.10.) | Finale (10.10.) |
|  |                       |                       |                       |                       |                       |                       |                       |          |                     |                    |                    |                    |                    |                    |                    |                    |  |  |                 |                 |                 |                 |                 |                 |                 |
|  | 1                     | Volksrepublik China   | 3                     | 3                     | 3                     |                       |                       |          |                     |                    |                    |                    |                    |                    |                    |                    |  |  |                 |                 |                 |                 |                 |                 |                 |
|  | 7                     | Vereinigte Staaten    | 0                     | 0                     | 1                     |                       |                       |          |                     |                    |                    |                    |                    |                    |                    |                    |  |  |                 |                 |                 |                 |                 |                 |                 |
|  | 7                     | Vereinigte Staaten    | 0                     | 0                     | 1                     | 1                     | Volksrepublik China   | 3        | 3                   | 3                  |                    |                    |                    |                    |                    |                    |  |  |                 |                 |                 |                 |                 |                 |                 |
|  |                       |                       |                       |                       |                       |                       |                       | 3        | 3                   | 3                  |                    |                    |                    |                    |                    |                    |  |  |                 |                 |                 |                 |                 |                 |                 |
|  |                       | 3                     | Chinesisch Taipeh     | 0                     | 1                     | 1                     |                       |          |                     |                    |                    |                    |                    |                    |                    |                    |  |  |                 |                 |                 |                 |                 |                 |                 |
|  | 4                     | 3                     | Chinesisch Taipeh     | 0                     | 1                     | 1                     | Hongkong              | 3        | 1                   | 0                  | 3                  | 1                  |                    |                    |                    |                    |  |  |                 |                 |                 |                 |                 |                 |                 |
|  | 4                     |                       |                       |                       |                       |                       |                       |          | 1                   | 0                  | 3                  | 1                  |                    |                    |                    |                    |  |  |                 |                 |                 |                 |                 |                 |                 |
|  | 3                     | Chinesisch Taipeh     | 1                     | 3                     | 3                     | 2                     | 3                     |          |                     |                    |                    |                    |                    |                    |                    |                    |  |  |                 |                 |                 |                 |                 |                 |                 |
|  |                       |                       |                       |                       |                       |                       |                       | 1        | Volksrepublik China | 3                  | 3                  | 3                  |                    |                    |                    |                    |  |  |                 |                 |                 |                 |                 |                 |                 |
|  |                       | 2                     | Japan                 | 0                     | 2                     | 0                     |                       |          |                     |                    |                    |                    |                    |                    |                    |                    |  |  |                 |                 |                 |                 |                 |                 |                 |
|  | 5                     | Südkorea              | 3                     | 2                     | 3                     | 3                     |                       |          |                     |                    |                    |                    |                    |                    |                    |                    |  |  |                 |                 |                 |                 |                 |                 |                 |
|  | 8                     | Ukraine               | 0                     | 3                     | 0                     | 0                     |                       |          |                     |                    |                    |                    |                    |                    |                    |                    |  |  |                 |                 |                 |                 |                 |                 |                 |
|  | 8                     | Ukraine               | 0                     | 3                     | 0                     | 0                     | 5                     | Südkorea | 3                   | 2                  | 0                  | 1                  |                    |                    |                    |                    |  |  |                 |                 |                 |                 |                 |                 |                 |
|  |                       |                       |                       |                       |                       |                       |                       | Südkorea | 3                   | 2                  | 0                  | 1                  |                    |                    |                    |                    |  |  |                 |                 |                 |                 |                 |                 |                 |
|  |                       | 2                     | Japan                 | 1                     | 3                     | 3                     | 3                     |          |                     |                    |                    |                    |                    |                    |                    |                    |  |  |                 |                 |                 |                 |                 |                 |                 |
|  | 6                     | 2                     | Japan                 | 1                     | 3                     | 3                     | 3                     | Rumänien | 1                   | 0                  | 2                  |                    |                    |                    |                    |                    |  |  |                 |                 |                 |                 |                 |                 |                 |
|  | 6                     |                       |                       |                       |                       |                       |                       |          | 1                   | 0                  | 2                  |                    |                    |                    |                    |                    |  |  |                 |                 |                 |                 |                 |                 |                 |
|  | 2                     | Japan                 | 3                     | 3                     | 3                     |                       |                       |          |                     |                    |                    |                    |                    |                    |                    |                    |  |  |                 |                 |                 |                 |                 |                 |                 |